# Skašov
Skašov är en ort i Tjeckien.   Den ligger i regionen Plzeň, i den västra delen av landet, 100 km sydväst om huvudstaden Prag. Skašov ligger 515 meter över havet och antalet invånare är 230.
Terrängen runt Skašov är huvudsakligen platt, men västerut är den kuperad. Runt Skašov är det ganska glesbefolkat, med 31 invånare per kvadratkilometer. Närmaste större samhälle är Klatovy, 16,1 km sydväst om Skašov. Omgivningarna runt Skašov är en mosaik av jordbruksmark och naturlig växtlighet.